# You and Me (1938)
You and Me is een Amerikaanse dramafilm uit 1938 onder regie van Fritz Lang.

## Verhaal
De eigenaar van een winkel neemt dikwijls ex-gedetineerden aan in zijn zaak om hun een tweede kans te geven. Wanneer een nieuwe medewerker besluit om de winkel te beroven, loopt het mis.

## Rolverdeling
| Acteur          | Personage     |
| --------------- | ------------- |
| Sylvia Sidney   | Helen Dennis  |
| George Raft     | Joe Dennis    |
| Barton MacLane  | Mickey Bain   |
| Harry Carey     | Jerome Morris |
| Robert Cummings | Jim           |